# Atis Slakteris

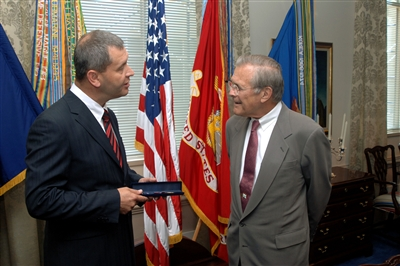
Atis Slakteris et Donald Rumsfeld, le 31 juillet 2006.

Atis Slakteris (né le 21 novembre 1956), est un homme politique letton, membre du Parti populaire et plusieurs fois ministre.

## Formation
Atis Slakeris est diplômé d'agronomie de l'université d'agriculture de Lettonie, et a effectué une partie de ses études aux États-Unis, à l'université du Minnesota.

## Carrière politique
Le premier portefeuille de Atis Slakteris est celui de Ministre de l'Agriculture du 5 mai 2000 au 7 novembre 2002 dans le gouvernement de Andris Bērziņš.
Il est par la suite Ministre de la Défense du 9 mars au 2 décembre 2004 dans le Gouvernement Emsis et du 8 avril 2006 au 20 décembre 2007 dans les Gouvernements Kalvītis I et II.
Il fait également partie du Gouvernement Godmanis II en tant que Ministre des Finances du 20 décembre 2007 au 12 mars 2009.